# Pseudaligia nigropunctata
Pseudaligia nigropunctata är en insektsart som beskrevs av Kramer och Delong 1968. Pseudaligia nigropunctata ingår i släktet Pseudaligia och familjen dvärgstritar. Inga underarter finns listade i Catalogue of Life.